# 벡텔
벡텔(Bechtel) 또는 벡텔 코퍼레이션(Bechtel Corporation)은 캘리포니아주 샌프란시스코에 설립되고 버지니아주 레스턴에 본사를 둔 미국의 공학, 조달, 건설, 프로젝트 관리 기업이다. 미국 최대의 건설사이다.

## 역사
벡텔의 사업 활동은 1898년 자신의 노새 팀(team)과 함께 도로를 건설하기 위해 가축 농부 워런 A. 벡텔이 캔자스주 피보디에서 오클라호마 준주로 옮긴 시점에 시작되었다.

## 주요 프로젝트
- 후버 댐
- BART
- 주베일 인더스트리얼 시티
- 채널 터널
- 쿠웨이트 유전 화재
- 보스턴 센트럴 터널
- 하이 스피드 1
- 아테네 지하철
- 핸퍼드 사이트
- 로스앨러모스 국립 연구소/로렌스 리버모어 국립 연구소
- 크로스레일
- 가봉 국가 인프라
- 아이밴파 발전소
- 리야드 메트로
- 루마니아 A3 모터웨이